# Adebisi Akande
Abdulkareem Adebisi Bamidele Akande, né le 16 janvier 1939 à Ila Orangun (en), est un homme politique nigérian.
Il est gouverneur de l'État d'Osun (en) de 1999 à 2003 en tant que membre du parti Alliance pour la démocratie (en) (AD). Il est le premier président par intérim du Congrès des progressistes.
Akande a précédemment été vice-gouverneur de l'État d'Oyo (en) de 1982 à 1983 pendant la deuxième république nigériane (en), sous le gouverneur Bola Ige, après la démission de Sunday Afolabi (en).

## Biographie

### Enfance et formation
Adebisi Akande est né à Ila Orangun (en) le 16 janvier 1939 dans ce qui est aujourd'hui le district sénatorial central d'Osun.
Akande a été décrit comme le neveu du chef Bola Ige.

### Carrière
Il est élu sur la plateforme du Parti de l'unité du Nigéria (en) en 2009.

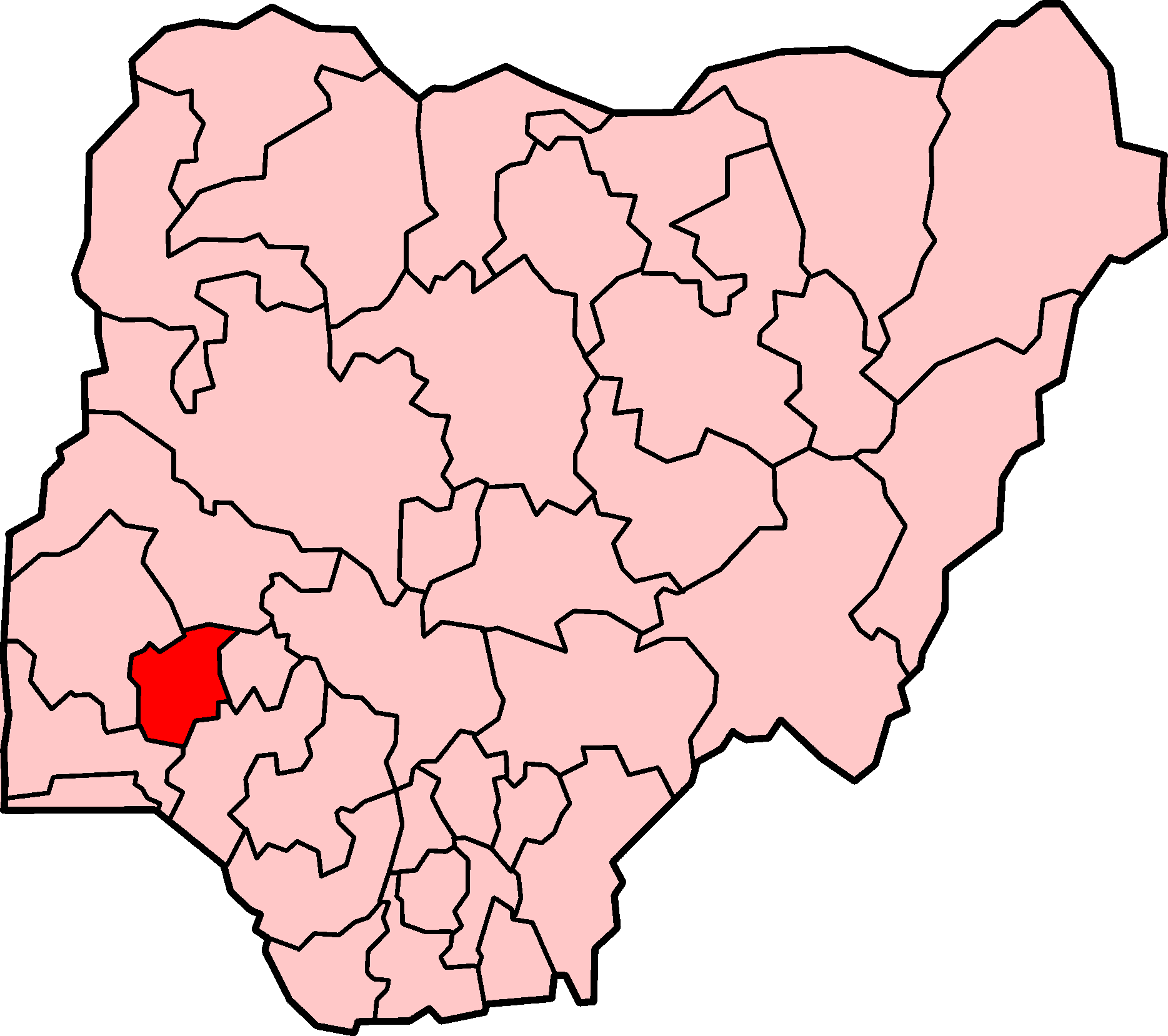
État d'Osun, Nigéria

Akande est élu gouverneur de l'État d'Osun lors des les élections de 1999 (en), sous la plateforme de l'Alliance pour la démocratie (en), récemment formée comme branche politique de l'organisation socioculturelle yoruba Afenifere (en). Il succède au colonel Theophilus Bamigboye, administrateur militaire de l'État depuis août 1998 et qui a cédé le pouvoir le 29 mai 1999. Le 31 mai 1999, Akande a inauguré la deuxième Assemblée de l'État d'Osun.
En janvier 2000, le gouvernement de l'État d'Osun licencie 143 employés de l'Osun State Broadcasting Corporation, à la suite de la promesse antérieure du gouverneur de réduire les effectifs de l'État. Akande a dissous le Conseil des Obas et des Chefs de l’État en 2001, au motif qu’il était trop grand. La dissolution pourrait avoir été causée par un conflit entre le chef du conseil royal de l'époque, l'Ooni, l'Ile-Ife et Akande, lui-même partie d'un face-à-face entre Akande et le vice-gouverneur, Iyiola Omisore (en).
Une évaluation de l'État d'Osun de novembre 2001 indique qu'Akande était aux prises avec une main-d'œuvre hostile et que l'État était également troublé par des violences de longue date entre les clans Ife et Modakeke (en). Cependant, Akande avait mis en œuvre les programmes de son parti visant à fournir une éducation et des soins médicaux gratuits et avait amélioré l'approvisionnement en eau. Une évaluation différente, deux mois plus tard, notant que le gouverneur avait récemment survécu à une tentative de destitution, a déclaré qu'au lieu d'améliorer les services sociaux et de créer des emplois, après deux ans au pouvoir, Akande avait procédé à des licenciements massifs de personnel dans la fonction publique et avait provoqué un effondrement virtuel des infrastructures publiques.
Le 24 décembre 2001, Bola Ige, ministre de la Justice et partisan d'Akande, a été assassiné à son domicile à Ibadan. Un quotidien national, ThisDay, a déclaré que le meurtre pourrait être lié à la querelle entre Akande et le vice-gouverneur, Iyiola Omisore (en). Ce meurtre fait suite à un autre meurtre commis la semaine précédente, celui du législateur de l'État d'Osun, Odunayo Olagbaju (en), qui a été matraqué à mort devant son domicile. Olagbaju était un partisan d'Omisore.
Akande s'est présenté à la réélection en 2003, mais a été battu par le prince Olagunsoye Oyinlola (en) et Erelu Olusola Obada (en) du Parti démocratique du peuple (PDP).
Fin 2003, les factions rivales de l’AD ont tenu des congrès séparés. Lors de la convention de Lagos, Akande a été élu président de l'AD. En janvier 2006, le convoi des dirigeants de l'AD qui soutenaient la faction du chef Mojisoluwa Akinfenwa (en) au lieu d'Akande comme président national du parti a été attaqué par des voyous à Osogbo, la capitale de l'État d'Osun. Dans une interview de février 2006, l'ancien sénateur Moji Akinfenwa (en) a attaqué verbalement Akande et a nié qu'il était à la tête de l'AD. En discutant de la querelle d'Akande avec son adjoint, Iyiola Omisore, il a reconnu que la majeure partie du financement de la campagne de gouverneur d'Akande avait été donnée par Omisore, mais a déclaré que c'était une grave erreur de l'avoir accepté comme colistier.
En juin 2005, Akande a participé à une conférence internationale sur la démocratie durable au Nigéria qui s'est tenue à l'Imperial College de Londres En octobre 2005, Akande s'est rendu aux États-Unis pour rencontrer les partisans d'AD dans la diaspora nigériane.
En juillet 2006, Akande a attaqué la Commission des crimes économiques et financiers, qui, selon lui, n'agissait pas de manière impartiale. Il a défendu l'AD, qui, selon lui, était encore plus forte qu'elle ne l'était en 1999. Il a appelé à une forme de gouvernement plus décentralisée et fédérale.
En 2009, il devient le premier président par intérim du All Progressives Congress.
S'exprimant en février 2009, Akande a déclaré que la seule solution aux prises d'otages dans la région du delta du Niger était de donner aux jeunes des opportunités d'emploi et de les impliquer dans la prise de décision. Il a mis en garde contre une solution militaire, affirmant que dans le passé, l'armée avait pillé le trésor national et appauvri la population. S'exprimant en faveur de la démocratie, il a déclaré que lorsque les gouverneurs de l'AD ont accepté la demande du président Olusegun Obasanjo d'éviter les élections locales, ils sont tombés dans un piège. Obasanjo a pu sélectionner des délégués qui l’ont aidé à remporter les élections de 2003.
En octobre 2009, le commissaire à l'éducation de l'État d'Osun, Alhaji Jelili Adesiyan, a imputé les mauvais résultats des étudiants de l'État d'Osun aux examens à l'administration d'Akande, qui, selon lui, avait négligé les écoles.
En septembre 2006, la faction Akande a fusionné avec d'autres partis d'opposition pour former le Parti du Congrès d'action (en), qui a ensuite changé de nom pour devenir le Congrès d'action du Nigéria.
En février 2013, le parti a annoncé son intention de fusionner avec le Congrès pour le changement progressiste (en) (CPC), le Parti du peuple nigérian (en) (ANPP) et une faction de la Grande alliance des progressistes (APGA) pour former le Congrès des progressistes (APC).